# Assentierung
Als Assentierung bezeichnete man die Einreihung von kriegsdiensttauglichen Wehrpflichtigen, Kadetten (nach der bestandenen Kadettenprüfung) und sogenannten Aspiranten des Zivilstandes in das ehemalige österreichisch-ungarische Heer.
Das Wort kommt von lateinisch assentire ‚beistimmen, beipflichten, Zustimmung bzw. Beifall geben‘ und bedeutet hier sinngemäß „jemand oder etwas für einen bestimmten Zweck (Militärdienst) tauglich erklären“.
Der Begriff fand zudem auch Verwendung für den Ankauf von Pferden durch die Remonte-Kommission.